# Radošić (Sinj)
Radošić falu Horvátországban Split-Dalmácia megyében. Közigazgatásilag Sinjhez tartozik.

## Fekvése
Splittől légvonalban 25, közúton 36 km-re északkeletre, községközpontjától 2 km-re nyugatra, a dalmát Zagora területén, a Visoka-hegy és Sinj városa közötti karsztos fennsíkon  fekszik.

## Története
A térségben a török uralom, 1686-ig Sinj felszabadításáig tartott. A török felett 1715-ben Sinjnél aratott nagy győzelem, majd az 1718-as  pozsareváci béke véget vetett az állandó török veszélynek. A kipusztult lakosság pótlására a velencei hatóságok irányításával és rámai ferences szerzetesek vezetésével Boszniából és Hercegovinából keresztény lakosság érkezett. A velencei uralomnak 1797-ben vége szakadt és osztrák csapatok vonultak be a településre. 1806-ban az osztrákokat legyőző franciák uralma alá került, de Napóleon lipcsei veresége után 1813-ban újra az osztrákoké lett. A Habsburg uralom 1918-ig tartott. 1918-ban az új szerb-horvát-szlovén állam, majd később Jugoszlávia részévé vált. 1857-ben 299, 1910-ben 412 lakosa volt. A második világháború idején a Független Horvát Állam része volt. A háború után a szocialista Jugoszlávia része lett. A település 1991-től a független Horvátországhoz tartozik. 2011-ben 686 lakosa volt, akik főként mezőgazdaságból és állattenyésztésből éltek.

## Lakosság
| Lakosság változása | Lakosság változása | Lakosság változása | Lakosság változása | Lakosság változása | Lakosság változása | Lakosság változása | Lakosság változása | Lakosság változása | Lakosság változása | Lakosság változása | Lakosság változása | Lakosság változása | Lakosság változása | Lakosság változása | Lakosság változása |
| ------------------ | ------------------ | ------------------ | ------------------ | ------------------ | ------------------ | ------------------ | ------------------ | ------------------ | ------------------ | ------------------ | ------------------ | ------------------ | ------------------ | ------------------ | ------------------ |
| 1857               | 1869               | 1880               | 1890               | 1900               | 1910               | 1921               | 1931               | 1948               | 1953               | 1961               | 1971               | 1981               | 1991               | 2001               | 2011               |
| 299                | 365                | 320                | 354                | 370                | 412                | 434                | 436                | 543                | 628                | 694                | 632                | 612                | 605                | 602                | 686                |